# Piotr Gajdziński
Piotr Gajdziński (ur. 15 stycznia 1964 w Grodzisku Wielkopolskim) – pisarz, publicysta, specjalista public relations.
Absolwent Wydziału Historycznego Uniwersytetu Adama Mickiewicza w Poznaniu. W latach 1988–1989 był dziennikarzem „Expressu Poznańskiego”, a w latach 1989–1993 tygodnika „Wprost”, gdzie początkowo był reportem, a później kierownikiem Działu Krajowego. Następnie pracował jako zastępca redaktora naczelnego tygodnika „Miliarder”, a w latach 1994–1997 był dziennikarzem „Rzeczpospolitej”. W latach 1997–1999 był najpierw zastępcą, a później redaktorem naczelnym miesięcznika „Reklama Plus”. W 1999 roku został rzecznikiem prasowym Wielkopolskiego Banku Kredytowego SA, a później był rzecznikiem prasowym i dyrektorem Departamentu PR i Komunikacji Wewnętrznej Banku Zachodniego WBK. W latach 2011–2022 był prezesem spółki PR.
Publikował m.in. w „Polityce”, „Tygodniku Powszechnym”, „Życiu Gospodarczym”, „Home&Market”, „Cash”, „Rzeczpospolitej” oraz „Magazynie Rzeczpospolitej”. Od 2010 roku związany z miesięcznikiem „Odra”.

## Twórczość
- „Naiwny morderca” (Angraf, 1990 r.)
- „Balcerowicz na gorąco” (Rebis, 1999 r.)
- „Imperium plotki, czyli amerykańskie śniadanie z niemowląt” (Prószyński i Ska 2000 r.)
- „Prowokacja. Dyktatorzy, politycy, agenci” (Prószyński i Ska 2002 r.)
- „Anatomia zbrodni nieukaranej. Dlaczego nie rozliczyliśmy się z komunistyczną przeszłością?” (Prószyński i Ska 2006 r.)[7]
- „Przywództwo. Józef Piłsudski” (Wydawnictwo Poznańskie 2013 r.)[8]
- „Gierek. Człowiek z węgla” (biografia Edwarda Gierka, Wydawnictwo Poznańskie 2014 r.)
- „Czerwony Ślepowron” (biografia Wojciecha Jaruzelskiego, Zysk i Ska 2017 r.)[9]
- „Dyktatura ciemniaków” (biografia Władysława Gomułki, Zysk i Ska 2017 r.)[10]
- „Delfin. Mateusz Morawiecki” (Fabula Frasa 2019 r.)
- „Czas Gierka” (Bellona 2021 r.)[11]
- „Gierek. Człowiek z węgla” (wznowienie)
- „Sierociniec janczarów” (Wydawnictwo Muza SA, 2023 r.)[12]
- "Szczurzy szlak" (Muza, 2024)[13]
- "Fabryka szpiegów" (Muza, 2024)[14]
- "Operacja Monastyr" (Muza, 2025)[15]
- "Sukcesja" (Muza, 2025)[16]